# Aisha
Aisha bint Abi Bakr (arabisk: عائشة ʿāʾ'isha, "hende som lever", også transskriberet som A'ishah, Ayesha, 'A'isha eller 'Aisha, tyrkisk Ayşe, osmannisk tyrkisk Âişe etc.) (614-678) var den islamiske profet Muhammeds tredje og ifølge traditionen hans yndlingskone. I islamiske skrifter omtales hun ofte med titlen "De troendes moder" (arabisk: أمّ المؤمنين umm-al-mu'minīn), efter beskrivelsen af Muhammeds koner som "De troendes moder" i koranen (33.6). Sammen med Muhammeds første hustru Khadija fremstår hun som en af de stærkeste kvindelige personligheder i den tidlige islam.

## Aishas ægteskab og samliv med Muhammed
Aisha blev født i 614 som datter af Abu Bakr, Muhammeds nærmeste ven, der også blev hans første efterfølger (kalif). Såvel datoen for ægteskabet med Muhammed som tidspunktet for dets fuldbyrdelse er omdiskuteret blandt forskere i dag, blandt andet som følge af, at al biografisk viden om Muhammed og hans følgere først blev skrevet ned mere end hundrede år efter hans død.
Den traditionelle islamiske antagelse bygger på en hadith af Muhammad al-Bukhari, nedskrevet i det 9. århundrede e.v.t. I denne hadith fortælles, at ægteskabskontrakten blev indgået, efter at Mohammad havde en drøm, hvori han så Aisha indhyllet i silke, og hørte en stemme, der sagde: "dette er din kone, så tag sløret af hende". 
Ifølge Encyclopædia Britannica var alle Muhammeds ægteskaber politisk motiverede, og i dette tilfælde var formålet antagelig at forstærke båndene med Abu Bakr. De amerikanske historikere Arthur Goldschmidt og Lawrence Davidson anfører ligeledes, at ægteskabet var motiveret af politiske grunde og for at forsegle forbindelsen mellem Muhammed og Abu Bakrs familie. Sådanne ægteskaber var almindelige i det syvende århundrede. Kontrakten blev indgået, da Aisha var seks år gammel, og hun flyttede ifølge Goldschmidt og Davidson til Muhammeds hjem i 623, da hun var 9 år gammel, mens andre tidsfæster ægteskabet til 624 efter slaget ved Badr, hvor Muhammed vandt over sine modstandere fra Mekka.
Ifølge den persiske lærde al-Tabaris beretning blev ægteskabet fuldbyrdet, da hun var ni år gammel. Dette gentages i et antal hadith, der blev kategoriseret som "sahih" eller "ægte" af blandt andet al-Bukhari og Muslim ibn al-Hajjaj. På dette tidspunkt var Muhammed 53 år gammel. 
Ifølge den britiske skribent og forsker Myriam Francois-Cerrah har nogle nutidige muslimske lærde stillet spørgsmålstegn ved pålideligheden af de hadith, der beretter om Aishas giftermål, og vurderinger af Aishas alder ved giftermålet spænder derfor fra ni til 19 år.
De historiske fortællinger, hvoraf mange er baseret på hadither, vidner om et grundlæggende lykkeligt samliv mellem Muhammed og Aisha, indtil Muhammed døde i 632. Aisha levede videre som en aktiv leder i det muslimske samfund i flere årtier efter Muhammeds død. Hun var en af de vigtigste autoriteter med hensyn til Muhammeds personlige liv og er derfor en vigtig bidragyder til en tidlig udgave af en autentisk version af Koranen og sunnaen. En stor del af det tidlige grundlag for islamisk religiøs lov (sharia) stammer dermed fra Aisha.

## Aisha og Ali
Aisha er en kontroversiel person blandt shiamuslimer på grund af forskellige skildringer af hende i shia- og sunniudgaver af islams historie. Shiitter har generelt en mindre positiv opfattelse af Aisha end sunnitter, idet Aisha var modstander af kalif Ali. Hun var en af lederne af hæren, der kæmpede mod Ali i det berømte og blodige kamelslag ved Basra i 655. Det var første gang, to muslimske hære bekrigede hinanden. Ali vandt slaget, og Aisha blev efterfølgende sendt til Medina, hvor hun levede stilfærdigt den sidste snes år af sit liv.

## Aishas betydning i dag
For mange sunnimuslimske kvinder er Aisha blevet en vigtig rollemodel. Overleveringen om hendes handlinger har jævnligt opmuntret aktive og selvstændige kvinder til at udfordre flere patriarkalske skikke, der bruges til at retfærdiggøre manglende ligestilling en række steder i den muslimske verden. Arbejdet for muslimske kvinders ret til et aktivt samfundsliv har således et fortilfælde i den rolle, som Aisha spillede for mange århundreder siden.